# 馬林55型霰彈槍
馬林55型霰彈槍（英語：Marlin Model 55）是一系列的手動式霰彈槍，有20號徑、16號徑、12號徑與10號徑的版本。以全式收束器與拇指保險為特色。使用兩排式可拆卸盒形彈匣。

## 衍生型
- 55型狩獵者（Model 55 Hunter）：最原先的版本，在1954年至1964年製造12號徑版（1956年至1964年製造20號徑版，1961年至1966年製造16號徑版）[4]
- 55型鵝槍（Model 55 Goose Gun）：12號徑，在1962年至1988年製造，槍管長36英吋，全長56¾"英吋，質量8英鎊。
- 55型沼澤槍（Model 55 Swamp Gun）：12號徑，只在1963年至1965年製造。[4]
- 55G型（Model 55G Glenfield）: 在1961年至1965年製造12號徑、16號徑與20號徑版。[4]
- 格倫菲爾德50型（Glenfield Model 50）:在1966年至1973年製造，是一個長度略短的版本。以改良過的收束器（英语：Choke (firearms)）、28英吋銃管（全長48¾"英吋）、7½英鎊的質量為特色。[2]
- 55型一塊彈槍（Model 55 Slug Gun）：12號徑，在1973年至1979年製造。[4]
- 5510型超級鵝（Model 5510 SuperGoose）: 使用10號徑（長3½英吋）定裝彈，在1976年至1985年製造。[1]